# Фондовая биржа Сантьяго
Фондовая биржа Сантьяго (исп. Bolsa de Comercio de Santiago) — ведущая чилийская торговая площадка. Основана в 1893 году. Осуществляет торги акциями, облигациями, инвестиционными фондами, опционами, фьючерсами, а также серебряными и золотыми монетами.

## Фондовые индексы
Основные индексы:
- IGPA (Indice General de preciuos de Acciones) — отражает состояние большинства акций на бирже, список которых ежегодно пересматривается.
- IPSA (Indice de precios Selectivo de Acciones) — состоит из акций 40 наиболее активно торгующихся компаний, пересматривается поквартально.